# 시와쿠 제도

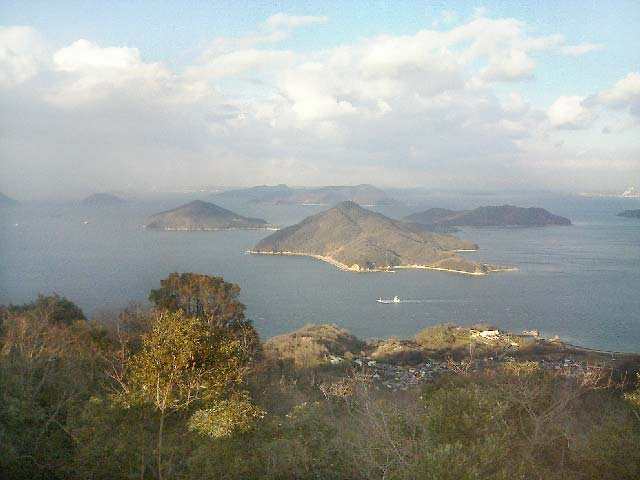
시와쿠 제도

시와쿠 제도(塩飽諸島 시와쿠쇼토[*])는 세토 내해에 있는 제도이다. 모든 섬이 일본 가가와현에 속한다.